# Mikre Beach
Der Mikre Beach (englisch; bulgarisch Микренски бряг Mikrenski brjag) ist ein 2,2 km langer und im antarktischen Sommer unverschneiter Strand an der Südostküste von Snow Island im Archipel der Südlichen Shetlandinseln. Er liegt zwischen dem Kap Conway im Südwesten, der Eiskappe des Inselinneren im Nordwesten und dem Pazardzhik Point im Nordosten.
Bulgarische Wissenschaftler kartierten den Strand 2009. Die bulgarische Kommission für Antarktische Geographische Namen benannte ihn 2010 nach der Ortschaft Mikre im Norden Bulgariens.